# Tour de Pologne 2016 – 5. etap
5. etap kolarskiego wyścigu Tour de Pologne 2016 odbył się 16 lipca. Start etapu miał miejsce w Wieliczce, natomiast meta w Zakopanem. Długość etapu wynosiła 225 kilometrów. Był to etap górski.
Start etapu miał miejsce w Brzegach koło Wieliczki, gdzie dwa tygodnie później odbyły się wydarzenia Światowych Dni Młodzieży 2016. Przed rozpoczęciem etapu dyrektor wyścigu, Czesław Lang, przekazał Caritas Polska w darze dla papieża Franciszka rower Colnago. Rower ten został w późniejszym czasie sprzedany na licytacji za 40 tysięcy złotych, zysk przekazano na cele charytatywne.
Najtrudniejszą częścią etapu były dwie 50-kilometrowe pętle wokół Zakopanego. Finisz etapu tradycyjnie był zlokalizowany w okolicach Wielkiej Krokwi.

## Przebieg
Etap został rozegrany w bardzo trudnych warunkach pogodowych – od początku etapu padał deszcz, była też niska temperatura (momentami wynosiła tylko 7 stopni).
Zwycięzcą etapu został Tim Wellens. Zawodnik przez około 40 km jechał samotnie, uzyskując znaczną przewagę nad rywalami (drugi zawodnik, Davide Formolo, przybył na metę 3 min 48 s za zwycięzcą). Wcześniej zawodnik jechał w czołowej grupie, jednak w różnych konfiguracjach, m.in. przez pewien czas jechał wspólnie z Pawłem Cieślikiem i Alberto Bettiolem. Jeszcze wcześniej, od około 70 kilometra etapu, zawodnik jechał w 18-osobowej ucieczce.
Na etapie doszło do kilku kraks, pierwsza z nich miała miejsce już na 8. kilometrze wyścigu. Etapu nie ukończyło aż 85 zawodników, między innymi Fernando Gaviria (dotychczasowy lider wyścigu), Przemysław Niemiec i Bob Jungels. Ponadto jeden zawodnik (Michael Woods) zrezygnował już przed startem. Do mety dotarło 100 kolarzy. W jednej z kraks ucierpiał Michał Kwiatkowski, jednak zdołał on ukończyć etap.
Tim Wellens objął zdecydowane prowadzenie w klasyfikacji generalnej wyścigu. Zawodnik objął również prowadzenie w klasyfikacji górskiej oraz w klasyfikacji najaktywniejszych. Jak się później okazało, Wellens został zwycięzcą całego wyścigu.

## Premie
Na 5. etapie były następujące premie:
| Rodzaj | Rodzaj          | Miejscowość     | Kilometry (od startu) | Kilometry (do mety) |
| ------ | --------------- | --------------- | --------------------- | ------------------- |
|        | Specjalna       | Szaflary        | 102,5 km              | 122,5 km            |
|        | Górska (I kat.) | Butorowy Wierch | 116,3 km              | 108,7 km            |
|        | Górska (I kat.) | Głodówka        | 143,7 km              | 81,3 km             |
|        | Górska (I kat.) | Ząb             | 159,2 km              | 65,8 km             |
|        | Górska (I kat.) | Butorowy Wierch | 166,3 km              | 58,7 km             |
|        | Górska (I kat.) | Głodówka        | 193,7 km              | 31,3 km             |
|        | Lotna           | Poronin         | 204,7 km              | 20,3 km             |
|        | Górska (I kat.) | Ząb             | 209,2 km              | 15,8 km             |
|        | Górska (I kat.) | Butorowy Wierch | 216,3 km              | 8,7 km              |
|        | Lotna           | Kościelisko     | 219,4 km              | 5,6 km              |

### Wyniki
Źródło:
| Specjalna – Szaflary |             |        |        |
| Miejsce              | Zawodnik    | Zespół | Punkty |
| 1.                   | Bob Jungels | EQS    | -      |

| Górska – Butorowy Wierch |                      |        |        |
| Miejsce                  | Zawodnik             | Zespół | Punkty |
| 1.                       | Maciej Paterski      | CCC    | 10     |
| 2.                       | Jonathan Castroviejo | MOV    | 7      |
| 3.                       | Giovanni Visconti    | MOV    | 5      |
| 4.                       | Ruben Fernandez      | MOV    | 3      |
| 5.                       | Bob Jungels          | EQS    | 2      |

| Górska – Głodówka |                      |        |        |
| Miejsce           | Zawodnik             | Zespół | Punkty |
| 1.                | Giovanni Visconti    | MOV    | 10     |
| 2.                | Tim Wellens          | LTS    | 7      |
| 3.                | Philippe Gilbert     | BMC    | 5      |
| 4.                | Alessandro De Marchi | BMC    | 3      |
| 5.                | Loïc Vliegen         | BMC    | 2      |

| Górska – Ząb |                   |        |        |
| Miejsce      | Zawodnik          | Zespół | Punkty |
| 1.           | Tim Wellens       | LTS    | 10     |
| 2.           | Alberto Bettiol   | CDT    | 7      |
| 3.           | Paweł Cieślik     | VAT    | 5      |
| 4.           | Giovanni Visconti | MOV    | 3      |
| 5.           | Davide Formolo    | CDT    | 2      |

| Górska – Butorowy Wierch |                 |        |        |
| Miejsce                  | Zawodnik        | Zespół | Punkty |
| 1.                       | Paweł Cieślik   | VAT    | 10     |
| 2.                       | Tim Wellens     | LTS    | 7      |
| 3.                       | Alberto Bettiol | CDT    | 5      |
| 4.                       | Nico Denz       | ALM    | 3      |
| 5.                       | Leopold König   | SKY    | 2      |

| Górska – Głodówka |                 |        |        |
| Miejsce           | Zawodnik        | Zespół | Punkty |
| 1.                | Tim Wellens     | LTS    | 10     |
| 2.                | Alberto Bettiol | CDT    | 7      |
| 3.                | Paweł Cieślik   | VAT    | 5      |
| 4.                | Nico Denz       | ALM    | 3      |
| 5.                | Maxime Monfort  | LTS    | 2      |

| Lotna – Poronin |                 |        |        |
| Miejsce         | Zawodnik        | Zespół | Punkty |
| 1.              | Tim Wellens     | LTS    | 3      |
| 2.              | Alberto Bettiol | CDT    | 2      |
| 3.              | Davide Formolo  | CDT    | 1      |
| 3.              | Paweł Cieślik   | VAT    | 1      |

| Górska – Ząb |                 |        |        |
| Miejsce      | Zawodnik        | Zespół | Punkty |
| 1.           | Tim Wellens     | LTS    | 10     |
| 2.           | Alberto Bettiol | CDT    | 7      |
| 3.           | Davide Formolo  | CDT    | 5      |
| 4.           | Tiejs Benoot    | LTS    | 3      |
| 5.           | Andriej Zejc    | AST    | 2      |

| Górska – Butorowy Wierch |                 |        |        |
| Miejsce                  | Zawodnik        | Zespół | Punkty |
| 1.                       | Tim Wellens     | LTS    | 10     |
| 2.                       | Davide Formolo  | CDT    | 7      |
| 3.                       | Alberto Bettiol | CDT    | 5      |
| 4.                       | Tiejs Benoot    | LTS    | 3      |
| 5.                       | Fabio Felline   | TSF    | 2      |

| Lotna – Kościelisko |                 |        |        |
| Miejsce             | Zawodnik        | Zespół | Punkty |
| 1.                  | Tim Wellens     | LTS    | 3      |
| 2.                  | Davide Formolo  | CDT    | 2      |
| 3.                  | Alberto Bettiol | CDT    | 1      |

## Wyniki etapu
Źródła:
| Miejsce | Zawodnik        | Państwo           | Zespół            | Czas       | Bon. | Pkt. |
| ------- | --------------- | ----------------- | ----------------- | ---------- | ---- | ---- |
| 1.      | Tim Wellens     | Belgia            | Lotto Soudal      | 5h 57' 22" | -10s | 20   |
| 2.      | Davide Formolo  | Włochy            | Cannondale-Drapac | +3' 48"    | -6s  | 19   |
| 3.      | Tiejs Benoot    | Belgia            | Lotto Soudal      | +4' 37"    | -4s  | 18   |
| 4.      | Fabio Felline   | Włochy            | Trek-Segafredo    | +4' 38"    | —    | 17   |
| 5.      | Albero Bettiol  | Włochy            | Cannondale-Drapac | +4' 49"    | —    | 16   |
| 6.      | Larry Warbasse  | Stany Zjednoczone | IAM Cycling       | +5' 12"    | —    | 15   |
| 7.      | Andriej Zejc    | Kazachstan        | Astana Pro Team   | +5' 12"    | —    | 14   |
| 8.      | Rubén Fernández | Hiszpania         | Movistar Team     | +5' 27"    | —    | 13   |
| 9.      | Matwiej Mamykin | Rosja             | Team Katusha      | +5' 32"    | —    | 12   |
| 10.     | Davide Villela  | Włochy            | Cannondale-Drapac | +5' 59     | —    | 11   |

## Klasyfikacje po 5. etapie

### Klasyfikacja generalna
Źródła:
| Miejsce | Zawodnik        | Państwo           | Zespół            | Czas        |
| ------- | --------------- | ----------------- | ----------------- | ----------- |
|         | Tim Wellens     | Belgia            | Lotto Soudal      | 23h 16' 53" |
| 2.      | Davide Formolo  | Włochy            | Cannondale-Drapac | +4' 05"     |
| 3.      | Tiejs Benoot    | Belgia            | Lotto Soudal      | +4' 50"     |
| 4.      | Fabio Felline   | Włochy            | Trek-Segafredo    | +5' 04"     |
| 5.      | Albero Bettiol  | Włochy            | Cannondale-Drapac | +5' 12"     |
| 6.      | Andriej Zejc    | Kazachstan        | Astana Pro Team   | +5' 29"     |
| 7.      | Larry Warbasse  | Stany Zjednoczone | IAM Cycling       | +5' 38"     |
| 8.      | Rubén Fernández | Hiszpania         | Movistar Team     | +5' 44"     |
| 9.      | Matwiej Mamykin | Rosja             | Team Katusha      | +6' 16"     |
| 10.     | Davide Villela  | Włochy            | Cannondale-Drapac | +6' 25"     |

### Klasyfikacja punktowa
Źródła:
| Miejsce | Zawodnik           | Państwo  | Zespół             | Punkty |
| ------- | ------------------ | -------- | ------------------ | ------ |
|         | Moreno Hofland     | Holandia | Team LottoNL-Jumbo | 51     |
| 2.      | Tiejs Benoot       | Belgia   | Lotto Soudal       | 41     |
| 3.      | Alberto Bettiol    | Włochy   | Cannondale-Drapac  | 40     |
| 4.      | Michał Kwiatkowski | Polska   | Team Sky           | 34     |
| 5.      | Tim Wellens        | Belgia   | Lotto Soudal       | 32     |

### Klasyfikacja górska
Źródła:
| Miejsce | Zawodnik          | Państwo | Zespół                           | Punkty |
| ------- | ----------------- | ------- | -------------------------------- | ------ |
|         | Tim Wellens       | Belgia  | Lotto Soudal                     | 54     |
| 2.      | Alberto Bettiol   | Włochy  | Cannondale-Drapac                | 31     |
| 3.      | Paweł Cieślik     | Polska  | Verva ActiveJet Pro Cycling Team | 20     |
| 4.      | Giovanni Visconti | Włochy  | Movistar Team                    | 18     |
| 5.      | Maciej Paterski   | Polska  | CCC Sprandi Polkowice            | 14     |

### Klasyfikacja najaktywniejszych
Źródło:
| Miejsce | Zawodnik           | Państwo         | Zespół                           | Punkty |
| ------- | ------------------ | --------------- | -------------------------------- | ------ |
|         | Tim Wellens        | Belgia          | Lotto Soudal                     | 7      |
| 2.      | Jonas Koch         | Niemcy          | Verva ActiveJet Pro Cycling Team | 7      |
| 3.      | Diego Ulissi       | Włochy          | Lampre-Merida                    | 4      |
| 4.      | Simon Yates        | Wielka Brytania | Orica-BikeExchange               | 3      |
| 5.      | Michał Kwiatkowski | Polska          | Team Sky                         | 3      |

### Klasyfikacja drużynowa
Źródła:
| Miejsce | Zespół            | Państwo           | Czas        |
| ------- | ----------------- | ----------------- | ----------- |
| 1.      | Lotto Soudal      | Belgia            | 70h 03' 08" |
| 2.      | Cannondale-Drapac | Stany Zjednoczone | +3' 16"     |
| 3.      | Movistar Team     | Hiszpania         | +19' 43"    |
| 4.      | BMC Racing Team   | Stany Zjednoczone | +23' 29"    |
| 5.      | Team Katusha      | Rosja             | +35' 10"    |